# Rens Kroes
Rens Kroes (Giekerk, 30 april 1987) is een Nederlandse schrijfster, foodblogger en columniste.

## Jeugd en opleiding
Kroes groeide op op het Friese platteland als jongere zus van Doutzen Kroes. Haar grootouders hadden een biologisch boerenbedrijf en haar moeder is voedingsdeskundige. Via hen kreeg Kroes al vroeg belangstelling voor gezonde, biologische voeding. Ook had ze al vroeg ambities om zangeres te worden. Kroes zong in een band en deed op haar 17e auditie bij de Academie voor Popcultuur. Ze werd echter na de tweede auditieronde afgewezen. Kroes vertrok voor een jaar naar New York en volgde lessen op een highschool. Na terugkomst in Nederland studeerde ze sociaalpedagogische hulpverlening. In 2011 behaalde ze haar diploma.

## Loopbaan
Na haar afstuderen bracht Kroes in 2011 het nummer Complete uit, maar dit werd geen succes. In 2012 kreeg Kroes een baan bij een obesitaskliniek. Hier werd haar oude belangstelling voor gezonde voeding weer gewekt. Ze startte een eigen bedrijf en een weblog met recepten en adviezen. Mede dankzij de bekendheid van haar zus Doutzen kreeg de blog meteen veel belangstelling. Kroes werd vaste columnist voor het tijdschrift Glamour en verscheen regelmatig als deskundige in het programma RTL Boulevard.
In 2014 verscheen haar eerste boek, Powerfood, dat een bestseller werd. Daarna verschenen nog drie boeken van haar hand: Powerfood. Van Friesland naar New York (2015), On the Go (2016) en Powerfood - The Party Edition (2017). Powerfood is in 2016 vertaald in het Engels en verscheen in de Verenigde Staten, het Verenigd Koninkrijk en Australië. In oktober 2017 werd ook On the Go vertaald en uitgeven in dezelfde landen.

## Bestseller 60
| Boeken met noteringen in de Nederlandse Bestseller 60 | Jaar van verschijnen | Datum van binnenkomst | Hoogste positie | Aantal weken | Opmerkingen |
| ----------------------------------------------------- | -------------------- | --------------------- | --------------- | ------------ | ----------- |
| Powerfood                                             | 2014                 | 11-06-2014            | 1 (2wk)         | 59           |             |
| Powerfood. Van Friesland naar New York                | 2015                 | 17-06-2015            | 1 (1wk)         | 34           |             |
| On the go                                             | 2016                 | 29-06-2016            | 2               | 14           |             |
| Powerfood. The Party Edition                          | 2017                 | 14-06-2017            | 6               | 5            |             |
| Rens. Mijn lifestyle guide                            | 2018                 | 07-11-2018            | 16              | 2            |             |